# Pacing (Sukosewu)
Pacing is een bestuurslaag in het regentschap Bojonegoro van de provincie Oost-Java, Indonesië. Pacing telt 2232 inwoners (volkstelling 2010).